# Reserva paisatgística Nor Yauyos-Cochas
La Reserva Paisatgística Nor Yauyos-Cochas és a la conca alta i mitjana del riu Cañete i del riu Cochas Pachacayo, a les serralades dels departaments de Lima i Junín. La crearen per DS 033-2001-AG el 2012, i té una extensió de 221.268,48 hectàrees.

## Descripció
El riu Cañete en aquesta zona forma unes belles llacunes maragdes on abunden truites, ànecs, i altres aus andines; poden veure-s'hi cavalls, llames, vaques i bestiar divers.
Fent un recorregut des de l'est, des del poble de Magdalena i viatjant cap a l'oest seguint el riu Cañete, hi ha dins la zona de la reserva aquests llocs: Magdalena, Tinco de Alis, Alis, Piquecocha, Miraflores, Vitis, Huancaya, Vilca, Tanta i Pariacaca.

## Flora
Algunes espècies vegetals són el Polylepis racemosa, Buddleia incana, i el Buddleia coriacea.

## Fauna
Les espècies animals més representatives són l'ànec de les Bahames, l'agró blanc, l'oca andina, l'arpella ventre-ratllada, el falcó pelegrí (Falco peregrinus), el còndor dels Andes, l'opòssum comú, la guineu andina (Dusicyon culpaeus), el puma (Felis concolor), el gat de la pampa i el gat dels Andes, l'alpaca (Vicugna pacos), la llama (Lama glama), Lagidium peruanum, el thylamys (Marmosa elegans), el cérvol de Virgínia, la vicunya (Vicugna vicugna) i la gavina andina (Chroicocephalus serranus).

## Clima i hàbitat
Estepa montana tropical, bosc humit-montà tropical, erm molt humit-subalpí tropical, tundra pluvial-alpina tropical, nival tropical. Correspon a les regions naturals Quechua, Suni, Puna i Janca descrites per Pulgar Vidal o les ecoregions (segons A. Brack) muntanyenca estepària, Puna i Alts Andes.

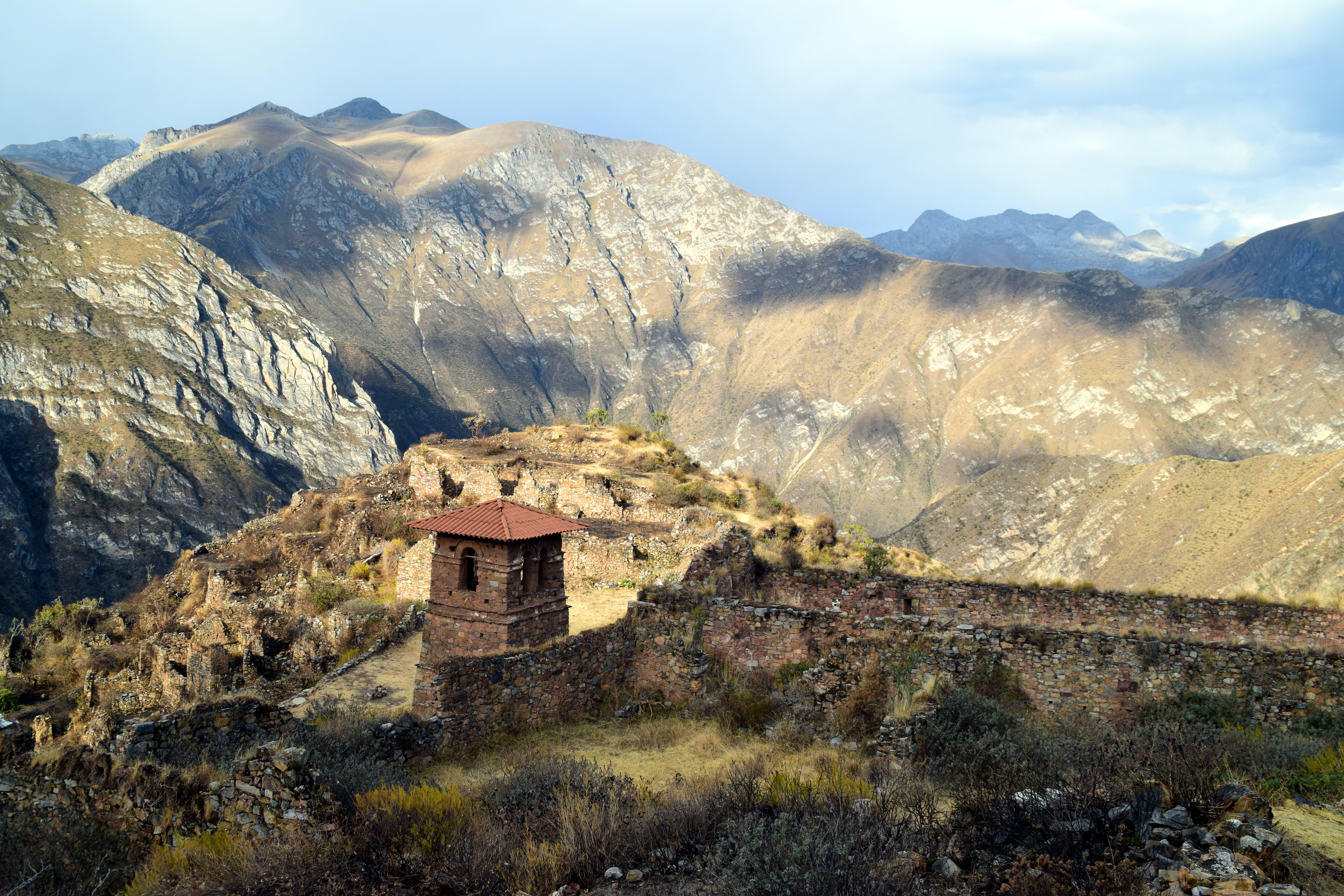
Poble fantasma a Huaquis

- Cascades i llacunes de Huancaya i Vilca.
- Llacunes de Piticocha, Mullucocha i Paucarcocha, a TAnta.
- Jaciments arqueològics:
  - Huamanmarca a Carania
  - Huaquis a Miraflores
  - Vinchos i Camines a Canchayllo
- Pintures rupestres de Cuchimachay a Tanta i Quilcasca a Laraos.

Aquesta zona fou descrita pel geògraf D. López Mazzotti en A motxilla a Perú l'any 1988 com "el paisatge de major bellesa escènica del Perú" i hi plantejà la necessitat de convertir-la en reserva, però la legislació vigent no permetia a la llavors ONERN (hui SERNANP) incorporar-la-hi. Calgué crear una categoria nova dins de la classificació d'ANP per incorporar-la-hi i així al 2001 l'INRENA (hui SERNANP) crea la categoria de Reserva Paisatgística, que permet protegir-la.